# Olof Broman

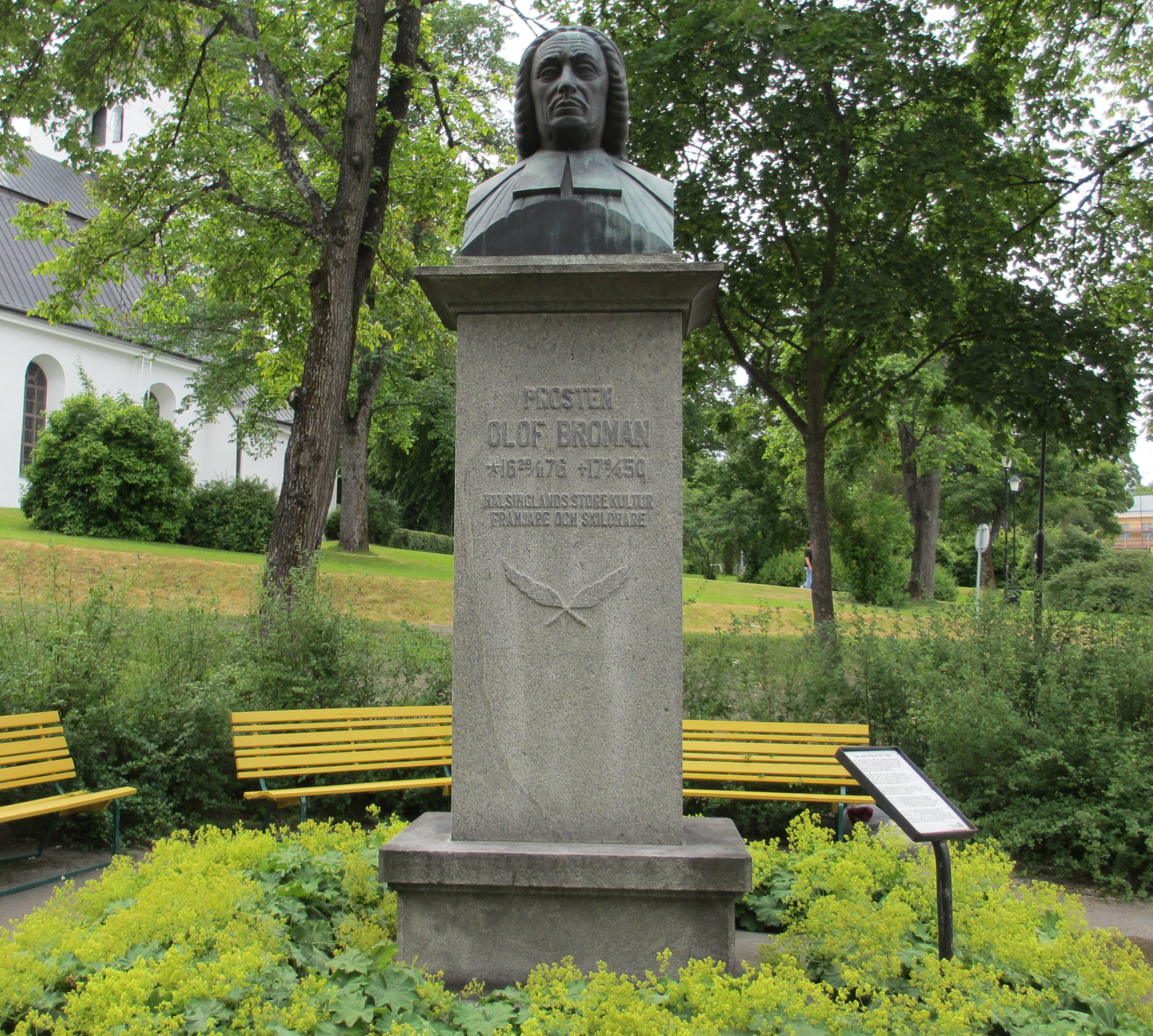
Monumentalbyst av Olof Broman vid Hudiksvalls kyrka. Skulptur skapad 1931 av skulptören Carl Fagerberg (1878-1948).

Olof Broman, född 29 november 1676 i Välsta, död 2 april 1750 i Hudiksvall, var en svensk rektor och kyrkoherde. Broman anses, tillsammans med Urban Hiärne, vara Sveriges förste romanförfattare, samt skrev om Hälsinglands historia, natur och kultur med mera. 

## Biografi
Olof Broman föddes i Rogsta som son till kronofogden Johan Larsson Broman och Anna Albogia, och var via sitt möderne ättling till ärkebiskop Olaus Martini som tillhörde Bureätten. Han gick först vid Hudiksvalls trivialskola, hade sedan informator i Uppsala, och inskrevs 1690 vid Uppsala universitet där han hamnade under inflytande av Olof Rudbeck d.ä., Daniel Djurberg och Jesper Swedberg. Hans studier innefattade både filosofiska och teologiska och naturvetenskapliga ämnen. Han disputerade första gången 1699 för Andreas Goeding och tog därefter examen i teologi. Året därpå fick han stipendium, och undergick 1703 examen rigorosum varefter han disputerade med Mare Balticum för Harald Vallerius. Under slutet av året 1703 blev han filosofie magister, ibland de främste. Han prästvigdes 1710 och avlade pastoralexamen 1728 i Uppsala. Året därefter invaldes han i Vetenskapssocieteten i Uppsala.
Broman verkar ha siktat på en karriär vid universitetet, men detta blev inte hans livsväg. Efter att ha skött flera prästerliga och pedagogiska platser, blev han 1719 rektor vid Hudiksvalls trivialskola. Han hade medverkat i uppförandet av en ny skolbyggnad och en av hans första arbetsuppgifter var att inviga denna. 1721 började rysshärjningarna och hela trakten brändes upp och människorna plundrades. Under tiden en ny skolbyggnad uppfördes fick Broman slussa ut eleverna till byarna runt staden, men 1724 var ett nytt skolhus färdigt. Samtidigt som denna syssla hjälpte han sin sjuklige morbroder, kyrkoherden Olof Kanik i Rogsta och Ilsbo, med hans prästuppgifter. Eftersom läkarvården var dåligt fungerande fick Broman även fungera som traktens läkare och kirurg, och kunde ha bortåt 2000 patienter årligen. Under hans tid utbröt böldpest, vilket inte avskräckte honom från att utföra läkargärningen. Bland hans patienter fanns också de krigare som 1719 återvände från den misslyckade expeditionen mot Trondheim.
1728 blev han kyrkoherde och prost i Hudiksvall, en befattning han behöll fram till sin död. I det ämbetet finansierade han uppförandet av Kråkö kapell med sina privata medel. Vid ryssarnas härjning miste Broman jämte övriga ägodelar även sitt stora bibliotek och flera arbeten i manuskript, men efterlämnade likväl 11 stora band originalarbeten i handskrift, omfattande dels psalmhistoria, skoltal och språkliga samlingar, dels natur- och kulturhistoriska samlingar och anteckningar samt dikter.

## Verk
Viktigast av Bromans skrivna alster är Glysisvallur, en vidlyftig geografisk, personhistorisk, etnografisk och antikvarisk materialsamling om Hälsingland om 1500 sidor (tryckt i utdrag samt med innehållsöversikt, under titeln "Helsingeboken", 1900, av K. Hægermarck). Första bandet av tre handlar om Hälsinglands historia och topografi, det andra om de kyrkliga förhållandena och konsthistoria, och det tredje handlar om landskapets materiella kultur och näringsliv. Det tredje bandet är det som eftervärlden uppskattat mest. Nils Ahnlund har beskrivit verket som en blandning av den karolinska fornforskarandan och frihetstidens patriotiska hushållningsiver. Påverkad av sin förre lärare Rudbeck är Broman också en individuell föregångsman ifråga om verklighetsförankring och praktisk nytta.
Förutom Gyllisvallur har Broman skrivit mycket annan sakprosa, däribland Guds almackts spegel i två band om Hälsinglands fåglar respektive fiskar. Chloris Helsingica behandlar landskapets vilda och kultiverade flora, och Mercurius Helsingicus är en dagbok under åren 1717-1750 om naturfenomen och andra dylika händelser. I tre verk skriver han om medicin. Ett av dessa, Aesculapius Helsingicus, handlar om nyttiga huskurer men också om vidskepelse.
Olof Broman var författare till ytterligare en bok, som finns i bromanska handskriftssamlingen i Gestrike-Helsinge nations bibliotek, Stilpho Thorgilssons historia. Boken, som anses nedskriven omkring 1705, är en sederoman med satir riktad mot kvinnan och har en moraliserande tendens, med påverkan från en isländska sagan.
Broman var en flitig brevskrivare och korrespondens finns bevarad med bland andra Erik Benzelius d.y., Urban Hiärne, Petrus Elvius, Anders Celsius (som använde hans solförmörkelse- och norrskensobservationer), Eric Burman (som han insände väderrapporter till), och han hade besök av Carl von Linné under dennes Lapplandsresa och vilken hade hjälp av Bromans naturvetenskapliga arbeten och rapporter. 1740 blev Broman föreslagen till ledamot av Vetenskapsakademien, där hans verk ofta anfördes, men han föll vid invalet.
Hudiksvalls gymnasieskola, Bromangymnasiet, är namngiven efter Olof Broman.